# Dampierre-sur-Linotte
Dampierre-sur-Linotte là một xã thuộc tỉnh Haute-Saône trong vùng Bourgogne-Franche-Comté phía đông nước Pháp.